# Калашников (Саратовская область)
Калашников — деревня в Саратовском районе Саратовской области России. С 1 января 2022 года входит в состав городского округа Саратова.

## Физико-географическая характеристика
Деревня располагается на юге Саратовского района, в 2 километрах от административного центра посёлка Тепличный и в 2 километрах от областного центра города Саратова. Деревня располагается по железнодорожному полотну на Волгоград.  
Климат
Климат в деревне умеренно холодный. Наблюдается большое количество осадков, даже в самый засушливый месяц (согласно классификации климатов Кёппена — Dfa). Среднегодовая температура в Калашников — 6,4 °C. Среднегодовая норма осадков — 427 мм. Наименьшее количество осадков выпадает в марте и составляет 24 мм. Наибольшее количество осадков выпадает в августе, в среднем 44 мм.
| Показатель                             | Янв.  | Фев. | Март | Апр. | Май  | Июнь | Июль | Авг. | Сен. | Окт. | Нояб. | Дек. | Год |
| -------------------------------------- | ----- | ---- | ---- | ---- | ---- | ---- | ---- | ---- | ---- | ---- | ----- | ---- | --- |
| Средняя температура, °C                | −10,2 | −9,7 | −3,8 | 8,2  | 15,7 | 20,3 | 22,3 | 20,7 | 14,6 | 6,5  | −1,4  | −6,7 | 6,4 |
| Норма осадков, мм                      | 37    | 26   | 24   | 25   | 37   | 42   | 43   | 44   | 39   | 33   | 40    | 37   | 427 |
| Источник: Калашников (норма 1982-2012) |       |      |      |      |      |      |      |      |      |      |       |      |     |

Часовой пояс
деревня Калашников, как и вся Саратовская область, находится в часовой зоне МСК+1. Смещение применяемого времени относительно UTC составляет +4:00.
Уличная сеть
В деревне две улицы: Вишнёвая и Песочная.

## Население
| 2002 | 2010 | 2019 |
| ---- | ---- | ---- |
| 91   | ↗110 | ↗122 |

На 2019 год в селе проживало 122 человека, насчитывается 38 дворов.

## Инфраструктура
В деревню подведён газопровод, в настоящее время 31 домовладение газифицировано.

## Транспорт
Окраина деревни Калашников - конечная остановка городского маршрута №18Д (пос. Тепличный - Саратов, улица Благодарова). 